# 新沙佩勒
新沙佩勒（法語：Neuve-Chapelle）是法国上法兰西大区加来海峡省的一个市镇，位于该省东北部，和诺尔省接壤，属于贝蒂讷区。该市镇2009年时的人口为1,440人。
1915年3月10日至13日時成為第一次世界大戰的主要戰場，英屬印度師團在這裡打破德軍防線。

## 人口
新沙佩勒人口变化图示
| 数据来源：INSEE |